# Kuke (Lääneranna)
Kuke is een plaats in de Estlandse gemeente Lääneranna, provincie Pärnumaa. De plaats heeft de status van dorp (Estisch: küla).
Tot in oktober 2017 behoorde Kuke tot de gemeente Hanila. In die maand ging Hanila op in de fusiegemeente Lääneranna. De gemeente verhuisde daarmee van de provincie Läänemaa naar de provincie Pärnumaa.

## Bevolking
Het dorp had 7 inwoners op 31 december 2011 en 9 inwoners op 31 december 2021.